# Marathon van Nagoya 2002
De marathon van Nagoya 2002 werd gelopen op zondag 10 maart 2002. Het was de 23e editie van de marathon van Nagoya. Alleen vrouwelijke elitelopers mochten aan de wedstrijd deelnemen. De Japanse Mizuki Noguchi kwam als eerste over de streep in 2:25.35.

## Uitslagen
| rang   | naam              | land | tijd    |
| ------ | ----------------- | ---- | ------- |
| Goud   | Mizuki Noguchi    | JPN  | 2:25.35 |
| Zilver | Hiromi Ominami    | JPN  | 2:27.29 |
| Brons  | Megumi Oshima     | JPN  | 2:28.10 |
| 4      | Chihiro Tanaka    | JPN  | 2:29.30 |
| 5      | Tomoko Kai        | JPN  | 2:29.47 |
| 6      | Tomoe Abe         | JPN  | 2:31.11 |
| 7      | Tegla Loroupe     | KEN  | 2:31.27 |
| 8      | Sakiko Kato       | JPN  | 2:31.29 |
| 9      | Hiromi Watanabe   | JPN  | 2:32.11 |
| 10     | Irina Bogacheva   | KGZ  | 2:33.52 |
| 11     | Mika Hikita       | JPN  | 2:34.22 |
| 12     | Asami Obi         | JPN  | 2:34.39 |
| 13     | Kaori Tanabe      | JPN  | 2:35.00 |
| 14     | Hiroko Kinuki     | JPN  | 2:35.04 |
| 15     | Saori Kawai       | JPN  | 2:35.24 |
| 16     | Shiho Takai       | JPN  | 2:37.31 |
| 17     | Hiromi Nakayama   | JPN  | 2:38.21 |
| 18     | Miwako Ueki       | JPN  | 2:39.10 |
| 19     | Masako Kusakaya   | JPN  | 2:39.29 |
| 20     | Alla Zadorozhnaya | BLR  | 2:40.14 |
| 21     | Yoshimi Hoshino   | JPN  | 2:42.09 |
| 22     | Sherryn Rhodes    | AUS  | 2:42.26 |
| 23     | Noriko Sato       | JPN  | 2:42.47 |
| 24     | Kaori Nakamura    | JPN  | 2:42.47 |
| 25     | Ichiyo Naganuma   | JPN  | 2:43.53 |

1984 ·
1985 ·
1986 ·
1987 ·
1988 ·
1989 ·
1990 ·
1991 ·
1992 ·
1993 ·
1994 ·
1995 ·
1996 ·
1997 ·
1998 ·
1999 ·
2000 ·
2001 ·
2002 ·
2003 ·
2004 ·
2005 ·
2006 ·
2007 ·
2008 ·
2009 ·
2010 ·
2011 ·
2012 ·
2013 ·
2014 ·
2015 ·
2016 ·
2017